# La Rupture (film, 2006)
Pour les articles homonymes, voir Break Up (homonymie) et La Rupture.
Pour plus de détails, voir Fiche technique et Distribution.
La Rupture (The Break-Up) est un film américain réalisé par Peyton Reed, sorti en 2006.

## Synopsis
Brooke et Gary sont mariés et vivent ensemble depuis plusieurs années. Mais un jour, devant son mari négligent et macho, Brooke finit par craquer et demande le divorce. Quand Brooke et Gary sont en pleine rupture, chacun se bat pour savoir qui va garder l'appartement. La lutte commence, et leurs amis doivent prendre parti...

## Fiche technique
- Titre français : La Rupture
- Titre original : The Break-Up
- Réalisation : Peyton Reed
- Scénario : Vince Vaughn (histoire), Jeremy Garelick et Jay Lavender (histoire et scénario)
- Production : Scott Stuber (en) et Vince Vaughn
- Production exécutive : Stuart M. Besser (en) et Peter Billingsley
- Société de production : Universal Pictures
- Budget : 52 millions de dollars (39 135 200 EUR)
- Musique : Jon Brion
- Photographie : Eric Alan Edwards
- Montage : Dan Lebental et David Rosenbloom
- Décors : Andrew Laws
- Costumes : Carol Oditz
- Pays d'origine :  États-Unis
- Lieu de tournage : Chicago
- Format : Couleurs - 1,85:1 - DTS / Dolby Digital / SDDS - 35 mm
- Genre : Comédie romantique
- Durée : 105 minutes
- Dates de sortie : 
  - Porto Rico : 1er juin 2006
  - États-Unis et Canada : 2 juin 2006
  - France et Belgique : 21 juin 2006

## Distribution
- Vince Vaughn (VF : Stéphane Bazin ; VQ : Daniel Picard) : Gary Grobowski
- Jennifer Aniston (VF : Dorothée Jemma ; VQ : Isabelle Leyrolles) : Brooke Meyers
- Joey Lauren Adams (VF : Marine Boiron ; VQ : Aline Pinsonneault) : Addie
- Jon Favreau (VF : Stefan Godin ; VQ : Sylvain Hétu) : Johnny O
- Jason Bateman (VF : Bruno Choël ; VQ : Pierre Auger) : Riggleman
- Judy Davis  (VQ : Anne Caron) : Marilyn Dean
- Justin Long (VF : Stéphane Pouplard ; VQ : Philippe Martin) : Christopher
- Ivan Sergei (VQ : Benoit Éthier) : Carson Wigham
- John Michael Higgins (VF : Pierre-François Pistorio ; VQ : François Sasseville) : Richard Meyers
- Ann-Margret : Wendy Meyers
- Mary-Pat Green : Mischa
- Peter Billingsley : Andrew Jones, mari d'Addie
- Vernon Vaughn : Howard Meyers
- Cole Hauser (VQ : Daniel Roy) : Lupus Grobowski
- Vincent D'Onofrio (VF : Patrick Béthune ; VQ : Denis Mercier) : Dennis Grobowski
- Elaine Robinson : Carol Grobowski
- Jane Alderman : Mrs. Grobowski
- Keir O'Donnell : (VF : Vincent Ropion) : Paul Grant, amant de Brooke

Sources et légendes: Version française sur RS Doublage et Doublagissimo Version québécoise sur Doublage Québec

## Distinctions

### Récompense
- 2006 : Teen Choice Awards pour Jennifer Aniston et Vince Vaughn
- 2006 : People's Choice Awards pour Jennifer Aniston

### Nominations
- 2006 : nommé aux People's Choice Awards pour meilleur couple de fiction pour Jennifer Aniston et Vince Vaughn
- 2006 : nommé au Teen Choice Awards pour meilleur acteur pour Vince Vaughn
- 2006 : nommé au Teen Choice Awards pour meilleure actrice pour Jennifer Aniston
- 2006 : nommé au Teen Choice Awards pour meilleure comédie

## Autour du film
- Vernon Vaughn, qui joue le père de Jennifer Aniston est le père de Vince Vaughn.
- La mère de Vince Vaughn, Sharon Vaughn, joue aussi un rôle de figuration (une touriste sur un bateau).